# Theatrhythm Final Fantasy: Curtain Call
Theatrhythm Final Fantasy: Curtain Call est un jeu vidéo de rythme développé par Indies Zero et édité par Square Enix en 2014 sur Nintendo 3DS. Il s'agit de la suite de Theatrhythm Final Fantasy, dont il reprend le principe, en proposant de nouvelles musiques et personnages issus des jeux vidéo de la série principale des Final Fantasy.

## Accueil
Theatrhythm Final Fantasy: Curtain Call reçoit des critiques positives à sa sortie, obtenant une moyenne de 84 % sur GameRankings.